# CoCreate
La CoCreate Software GmbH è stata un'azienda di software, specializzata in sistemi CAD.

## Storia
La CoCreate nacque nel 1992 dalla divisione Mechanical Design Division di Hewlett-Packard che sviluppava dal 1986 ME10, software CAD meccanico specialistico.
Altri prodotti erano i sistemi PDM, Collaboration e Collaborative Product Design (CPD).
La modellazione tridimensionale fu creata con SolidDesigner, sistema non parametrico, divenuto successivamente OneSpace Modeling.
Nel 2000, gli investitori 3i e Triton acquisirono l'azienda.
La CoCreate raggiunge i 450 dipendenti in 30 paesi diversi, con sede a Sindelfingen e Fort Collins nel Colorado.
A metà 2006 la CoCreate venne acquisita dalla HBK Investments. Gli investitori vendettero a PTC il 3 dicembre 2007 per 250 milioni di USD.

## Prodotti
- ME10
- SolidDesigner